# 1+1 Медиа
«1+1 Медиа» — украинский медиахолдинг, принадлежащий украинскому олигарху Игорю Коломойскому. Один из крупнейших медиахолдингов Украины, объединяющий более 1000 работников отрасли.

## Активы
В состав 1+1 Медиа входят производственный департамент «1+1 продакшн», а также телеканалы:
- «1+1»
- «1+1 International»
- «1+1 Украина»
- «2+2»
- «ТЕТ»
- «ПЛЮСПЛЮС»
- «Бигуди»
- «УНИАН ТВ»

Помимо них, группе принадлежат новостные сайты ТСН.ua, информационное агентство УНИАН и Главред, а также интернет-сайты «Телекритика» и «Дуся» (эти два сайта управляются отдельной кампанией. 26 ноября 2020 года Телекритика была закрыта). В марте 2016 года был приобретён украинский провайдер платного спутникового ТВ «Viasat Украина».
В апреле 2016 года было объявлено об учреждении 1+1 Медиа и Film.ua кинофестиваля «ДеКіно», посвящённого малым форматам.
7 сентября 1+1 Медиа объявил о перезапуске собственной VOD-платформы OVVA.tv и объединении контента медиагруппы под единым брендом 1+1 video.
Также 11 декабря 2019 года был основан Киевстар ТВ – общий проект группы 1+1 media и Киевстар. Это платформа онлайн-телевидения, которая предоставляет пользователям доступ к сотням тысяч часов отечественного и зарубежного контента, прямоэфирных программ и регулярно предлагает эксклюзивные допремьерные показы проектов. Ее преимущество – возможность подключения пяти различных устройств: смартфонов, планшетов, ноутбуков, Smart TV или ТВ-тюнеров. Киевстар ТВ доступна всем операторам мобильной связи в Украине. Платформа насчитывает более 300 телеканалов и VOD-библиотеку с 20 000 фильмов, сериалов, мультфильмов и шоу. 

### Дистрибуция телеканалов
- Телеканал «Квартал-ТВ»
- Телеканал «Nickelodeon»
- Телеканал «Nick Jr.»
- Телеканал «NICKELODEON HD»
- Телеканал «MTV Europe»
- Телеканал «MTV Live HD»
- Телеканал «MTV ROCKS»
- Телеканал «MTV DANCE»
- Телеканал «MTV HITS»
- Телеканал «VH1 Classic»
- Телеканал «VH1 European»
- Телеканал «BOLT»
- Телеканал «Star Cinema»
- Телеканал «Star Family»
- Телеканал «Paramount Comedy»
- Телеканал «TiJi»
- Телеканал «36,6»

#### Viacom International Media Networks
- MTV Europe
- MTV Live HD
- MTV Rocks
- MTV Dance
- MTV Hits
- Nickelodeon
- Nickelodeon HD
- Nick Jr.
- VH1 Europe
- VH1 Classic

До 2019 года генеральным директором «1+1 Медиа» был Александр Ткаченко. 20 августа группа 1+1 медиа представила проект «Пробуждение силы: Больше полномочий. Больше ответственности».

## Общественная деятельность
С 2014 года является членом Федерации работодателей медийной отрасли Украины, представляющей интересы владельцев кино- и телерадиокомпаний, издательских, рекламных, звукозаписывающих компаний, информационных агентств и компаний, обеспечивающих деятельность информационных WEB-порталов.

## Владельцы
В 2019 году владельцами 1+1 медиа являлись компании «Медиа Сервисез Украина» (42 %), Гризард Инвестментс Лимитед (22,98 %), Каддоа Лимитед (22,5 %), Гринтвуд Инвестментс Лимитед (5,02 %), «Альфа-Крос» (5,32 %) и ещё 25 сотрудников компании с долями по 0,86 %.

## Награды

### 2018
- 1+1 медиа вошла в ТОП-10 самых привлекательных работодателей по мнению студентов по версии EY
- Золото PromaxBDA Europe Awards 2018 за открывающие титры к документальному украинскому фильму «Дети Победы» и серебро за организацию промокампании проекта «Музей Новостей»
- Благотворительный фонд группы 1+1 медиа «Ты не один» получил первую национальную награду — «Ангела Добра»
- Группа «1+1 медиа» получила рекордные 43 награды премии «Телетриумф»
- Проект группы «Музей Новостей» получил знак отличия SABRE Awards EMEA 2018
- Первая золотая кнопка от YouTube и первый миллион подписчиков на канале «Голос Країни»
- Три канала группы 1+1 медиа (1+1, ТЕТ, ПЛЮСПЛЮС) получили награду Big Data Awards
- YouTube-каналы группы 1+1 медиа получили сразу 3 новые кнопки YouTube: золото и 2 серебра (ШКОЛА, Голос країни, Світське життя)

- Проект 1+1 медіа «Люди Ідей» став фіналістом найпрестижнішої PR-премії Європи European Excellence Awards 2018
- Рекордные 10 наград Ukrainian Design The Very Best Of
- Проекты 1+1 медиа получили 9 наград Effie Awards Ukraine 2018
- Проект «Право на освіту» получил знак отличия Partnership for Sustainability Award 2018
- Победа 1+1 медиа в конкурсе кейсов по Корпоративно социальной ответственности
- Журнал «БИЗНЕС» зачёл 1+1 медиа в число лучших работодателей Украины в 2018 году